# Стефані Фраппар
Стефані Фраппар (фр. Stéphanie Frappart 14 грудня 1983 року, Валь-д'Уаз, Франція) — французький футбольний арбітр. Арбітр ФІФА з 2009 року.

## Кар'єра
З 2011 року стала обслуговувати матчі Національного чемпіонату — третього за значущістю чоловічого футбольного дивізіону Франції.
До 2014 року Фраппар стала першою жінкою-суддею у французькій Лізі 2.
У 2015 році була однією з суддів на чемпіонаті світу з футболу серед жінок, що проходив в Канаді.
Також брала участь у жіночому чемпіонаті світу 2019 року у Франції, де їй довірили судити фінальний матч між США і Нідерландами (2:0).
У квітні 2019 року було оголошено, що Фраппар стане першою жінкою-арбітром у вищій лізі чемпіонату Франції. 28 квітня вона дебютувала в матчі 34-го туру «Ам'єн» — «Страсбур», в якому показала 4 попередження. Гра завершилася з рахунком 0:0.
2 серпня 2019 року була призначена головним арбітром на матч за Суперкубок УЄФА 2019.
11 листопада 2019 року Стефані відсудила матч між двома ірландськими клубами «Дандолк» та «Лінфілд» 6–0, два футболісти отримали попередження.
2 грудня 2020 року вона стала першою жінкою, яка судила матч Ліги чемпіонів УЄФА між «Ювентусом» та «Динамо» (Київ). У березні 2020 року Фраппар відсудила гру жіночої Ліги чемпіонів УЄФА між «Атлетіко» (Мадрид) та «Челсі». Пізніше в тому ж березні Стефані стала першою жінкою, яка відсудила матч між національними збірними Нідерланди та Латвії у кваліфікаційному турнірі чемпіонату світу 2022 року.
7 травня 2022 року відсудила фінальну гру Кубка Франції між клубами «Нант» та Ніцца.
У 2022 році обрана арбітром на ЧС 2022 у Катарі.

## Нагороди
- Найкращий жіночий арбітр світу за версією IFFHS: 2019,[19] 2020,[20] 2021[21]